# 井本彩花
井本 彩花（いもと あやか、2003年10月23日 - ）は、日本の女優。京都府出身。オスカープロモーション所属。

## 来歴
2017年8月8日に開催された「第15回全日本国民的美少女コンテスト」で応募総数8万150通の中からグランプリに選ばれる。同月23日、東京・松屋銀座で行われた「連載40周年記念 ガラスの仮面展」オープニングイベントに出席。同年12月7日放送の『ドクターX〜外科医・大門未知子〜』（テレビ朝日）第5シリーズ第9話のメインゲストで女優デビュー。「台本を100回読んでNGは出さなかった」という。
2018年10月、東京・日枝神社の広報大使に就任。同年11月10日スタートの『あなたには渡さない』（テレビ朝日）で、初めて連続ドラマにレギュラー出演。
2019年、第91回選抜高等学校野球大会の「応援イメージキャラクター」を務める。同年6月から『オスカル!はなきんリサーチ』（テレビ朝日）のレギュラーに加わり、MCに初挑戦。
2020年11月9日に発売された『週刊プレイボーイ』にて水着グラビアに初挑戦した。
2021年9月スタートの『仮面ライダーリバイス』（テレビ朝日）にて、主人公の妹であるヒロイン・五十嵐さくら役を務める。
2022年3月、初写真集『アオハル。』を発売。
2022年4月、大学に進学。

## 人物・エピソード
- 6歳年下の弟がいる[2][3]。
- 小学校1年生のときから中学校3年生までクラシックバレエを習っており[2]、小学校5年生のときには大会で京都市長賞を受賞している[5]。
- 好きな食べ物はマグロ[注 2]、キュウリの一本漬け。好きな動物はトイプードル[20]。
- 将来の目標は、同じ国民的美少女コンテスト出身の武井咲[5]。
- 学園物のドラマや映画が好き[21]。
- 『仮面ライダーリバイス』では、実生活で弟しか兄弟がおらず、家では姉として弟の面倒を見るのみであったため、劇中で末っ子として甘える感覚が分からず、序盤は難しかったという[2][3]。

## 出演
※太字は主演。

### テレビドラマ
- ドクターX〜外科医・大門未知子〜 第5シリーズ 第9話（2017年12月7日、テレビ朝日） - 九重遥 役[7]
- あなたには渡さない（2018年11月10日 - 12月22日、テレビ朝日） - 上島優美 役[10]
- ラッパーに噛まれたらラッパーになるドラマ（2019年7月12日・13日、テレビ朝日） - 桜井モカ 役[22]
- 女子高生の無駄づかい（2020年1月24日 - 3月6日、テレビ朝日） - マジョ（久条翡翠） 役[23]
- ラーメン大好き小泉さん 二代目!（2020年3月27日、フジテレビ） - 高橋潤 役[24]
  - ラーメン大好き小泉さん 二代目! 2022年新春SP（2022年1月8日、フジテレビ） - 高橋潤 役[25]
- さくらの親子丼 第3シリーズ（2020年10月17日 - 12月19日、東海テレビ） - 門倉真由子 役[26]
- 大河ドラマ 麒麟がくる 第31回（2020年11月8日、NHK総合） - 市 役[27][28]
- ウソかホントかわからない やりすぎ都市伝説 ザ・ドラマ「見てはいけない夢」（2021年4月7日、テレビ東京） - 主演・ミサキ 役[29]
- 桜の塔（2021年4月15日 - 6月10日、テレビ朝日） - 及川明深 役[30]
- 仮面ライダーリバイス（2021年9月5日 - 2022年8月28日、テレビ朝日） - ヒロイン・五十嵐さくら / 仮面ライダージャンヌ[注 3] 役[15]
- 警視庁アウトサイダー（2023年1月5日 - 3月2日、テレビ朝日） - 沙希 役[32]
- 転職の魔王様（2023年7月17日 - 9月25日、フジテレビ） - 清川ミナミ 役[33]
- 大奥（2024年1月18日 - 3月28日、フジテレビ） - 夜霧 役[34]
- プライベートバンカー（2025年1月9日 - 3月6日、テレビ朝日） - 鮎川亜里沙 役[35]
- スイッチ・マインド〜人生取り替えアプリ〜（2025年4月19日 - 、ABCテレビ） - 藤倉恵梨香 役[36]

### ウェブドラマ
- 仮面ライダーシリーズ
  - 仮面ライダーリバイス The Mystery（2022年1月30日 - 2月27日、TELASA） - 五十嵐さくら 役[37]
  - リバイスレガシー 仮面ライダーベイル 第1話・第5話（2022年3月27日・5月22日、東映特撮ファンクラブ） - 五十嵐さくら 役
  - オロナミンC Web Movie 仮面ライダーリバイス「ワイワイ語ろう！5つのヒミツ」篇（2022年4月28日、YouTube）
  - Birth of Chimera（2022年7月22日、東映特撮ファンクラブ） - 五十嵐さくら 役[38]
  - 仮面ライダージャンヌ&仮面ライダーアギレラ withガールズリミックス（2022年8月7日 - 9月11日、東映特撮ファンクラブ） - 主演・五十嵐さくら / 仮面ライダージャンヌ 役（※浅倉唯とW主演）[39]
  - 仮面ライダージュウガVS仮面ライダーオルテカ（2023年4月30日・5月7日） - 五十嵐さくら 役

### ラジオドラマ
- FMシアター ふたりのソナタ（2024年2月3日、NHK-FM） - 渡辺絵里 役[40]

### 映画
- 仮面ライダーシリーズ（東映）
  - 劇場版 仮面ライダーリバイス（2021年7月22日公開） - 五十嵐さくら 役
  - 仮面ライダー ビヨンド・ジェネレーションズ（2021年12月17日公開） - 五十嵐さくら / 仮面ライダージャンヌ 役[41]
  - 劇場版 仮面ライダーリバイス バトルファミリア（2022年7月22日公開） - 五十嵐さくら / 仮面ライダージャンヌ 役[42]
  - 仮面ライダーギーツ×リバイス MOVIEバトルロワイヤル（2022年12月23日公開） - 五十嵐さくら / 仮面ライダージャンヌ 役[43][44]
- 恋に至る病（2025年10月24日公開予定、アスミック・エース） - 大関華 役[45]

### 舞台
- 朗讀劇『極楽牢屋敷』（木下半太版四谷怪談）（2023年8月13日、東京・サンシャイン劇場）[46]

### ミュージックビデオ
- KISENA.H 『Sepia Gold』（2025年） - 主演[47]

### オリジナルビデオ
- 仮面ライダーシリーズ
  - てれびくん超バトルDVD 仮面ライダーリバイス コアラVSカンガルー!!結婚式のチューしんで愛をさけぶ!?（2022年） - 五十嵐さくら / 仮面ライダージャンヌ 役
  - てれびくん超バトルDVD 仮面ライダーリバイス 2号ライダーはじめました～♪（2022年） - 五十嵐さくら 役
  - リバイスForward 仮面ライダーライブ&エビル&デモンズ（2023年5月10日、東映ビデオ） - 五十嵐さくら 役[48][49]

### バラエティ
- オスカル!はなきんリサーチ（2019年6月8日 - 2020年9月18日、テレビ朝日） - MC[13]
- オスカルイーツ Oscar Eats（2020年10月7日 - 2021年3月25日、テレビ朝日） - 食事（大食いチャレンジ）担当[50]

### CM・広告
- くら寿司「無添 くら寿司」
  - 「9月フェア こだわり（北海フェア）」篇（2018年9月21日 - ）[51]
- 第91回選抜高等学校野球大会「センバツ応援イメージキャラクター」（2019年）[11][12]
- 大阪ガス（2019年10月 - ）[52]
- 大塚製薬「仮面ライダーリバイス×オロナミンC「仲間はチカラ」篇」（2022年）
- 近畿日本鉄道「笑顔は続くよ伊勢志摩へ 夏 女子旅編」（2023年）[53]

### ラジオ
- NHK高校講座 仕事の現場real（2020年4月 - ） - MC、レポーター[54]

### ウェブアニメ
- ゆだって最高！リバイスアニメ 湯けむりパラダイス A GO!GO!（2022年4月9日 - 2023年7月30日、東映特撮ファンクラブ） - 五十嵐さくら 役

### ゲーム
- 仮面ライダーバトル ガンバライジング（2022年、アーケード） - 仮面ライダージャンヌ 役[55]
- 仮面ライダーバトル ガンバレジェンズ（2023年、アーケード） - 仮面ライダージャンヌ 役

### 玩具
- 仮面ライダーシリーズ（バンダイ）
  - 仮面ライダーリバイス DXフィフティゲイルバイスタンプ（2022年12月、プレミアムバンダイ） - 五十嵐さくら 役
  - 仮面ライダーリバイス DXメモリアルバイスタンプセレクション03 五十嵐さくら&ラブコフセット（2023年2月、プレミアムバンダイ） - 五十嵐さくら 役

### イベント
- ガラスの仮面展 オープニングイベント（2017年8月）[56][57]
- 仮面ライダーリバイス ファイナルステージ（2022年9月18日・10月1日・8日・15日・16日） - 五十嵐さくら / 仮面ライダージャンヌ 役
- 警視庁・府中警察署 一日署長（2023年9月17日）[58]

## ディスコグラフィ

### キャラクターソング
| 発売日        | 商品名 | 歌                                                                       | 楽曲                | 備考                                                                         |
| ------------- | --- | ------------------------------------------------------------------------ | ------------------- | ---------------------------------------------------------------------------- |
| 2022年9月21日 | 仮面ライダーリバイス SONG BEST                                                                                              | 五十嵐一輝（前田拳太郎）、五十嵐大二（日向亘）、五十嵐さくら（井本彩花） | 「Go with the flo」 | テレビドラマ『仮面ライダーリバイス』挿入歌                                   |
| 2022年9月21日 | 仮面ライダーリバイス SONG BEST                                                                                              | 五十嵐さくら（井本彩花）、ラブコフ（伊藤美来）                           | 「Cherry-ish!」     | テレビドラマ『仮面ライダーリバイス』挿入歌                                   |
| 2023年5月10日 | 『リバイスForward 仮面ライダーライブ&エビル&デモンズ DXジャイアントスパイダー&メガバットバイスタンプセット版』付属 主題歌CD | #ナイスファミリバ                                                        | 「Love yourself」   | オリジナルビデオ『リバイスForward 仮面ライダーライブ&エビル&デモンズ』主題歌 |

## 書籍

### 雑誌
- duet（ホーム社） - レギュラー

### カレンダー
- 井本彩花 2019年カレンダー（2018年12月8日、ハゴロモ）JAN 4900459525917[59]
- 井本彩花 2022年カレンダー（2021年12月4日、TRY-X）JAN 4968855222540
- 井本彩花 2023年カレンダー（2022年11月12日、TRY-X）JAN 4968855232273

### 写真集
- アオハル。（2022年3月23日、集英社、撮影：熊谷貫）ISBN 978-4087900743[60]

### デジタル写真集
- アオハル。アナザーエディション（2022年3月23日、集英社、撮影：熊谷貫）ASIN B09W46D9GS

### ユニットメンバー
1. ↑  前田拳太郎、日向亘、井本彩花、濱尾ノリタカ、浅倉唯、関隼汰、八条院蔵人、小松準弥